# Edaphobacter lichenicola
Edaphobacter lichenicola es una especie de bacteria gramnegativa del género Edaphobacter. Fue descrita en el año 2018. Su etimología hace referencia a habitante de los líquenes. Es aerobia e inmóvil. Tiene un tamaño de 0,4-0,7 μm de ancho por 1,3-2,7 μm de largo. Crece de forma individual, en parejas o en rosetas. Forma colonias de color rosa claro. Catalasa negativa y oxidasa positiva. Temperatura de crecimiento entre 7-37 °C, óptima de 20-30 °C. Tiene un contenido de G+C de 54,7%. Se ha aislado de un liquen en la tundra en la región de Nadym, Rusia. 